# Llanera de Ranes
Llanera de Ranes é um município da Espanha, na província de Valência, Comunidade Valenciana. Tem 9,3 km² de área e em 2021 tinha 1 056 habitantes (densidade: 113,5 hab./km²). Pertence à comarca de La Costera e limita com os municípios de  Anna, Canals, Cerdà, Estubeny, La Granja de la Costera, Xàtiva, Rotglà i Corberà, Sellent, Torrella e Vallés.